# Pasekan (Eromoko)
Pasekan is een bestuurslaag in het regentschap Wonogiri van de provincie Midden-Java, Indonesië. Pasekan telt 3588 inwoners (volkstelling 2010).